# اسرائیل اسمیت
اسرائیل اسمیت (به انگلیسی: Israel Smith) سناتور سابق عضو حزب دموکرات-جمهوری‌خواه بود. وی در سال ۱۸۰۳ تا ۱۸۰۷ میلادی سناتور ایالت ورمانت در سنای ایالات متحده آمریکا بود.